# Newington (Georgia)
Newington è un paesino degli Stati Uniti d'America, situata in Georgia, nella Contea di Screven.